# HD 178299
HD 178299，又名CD-3613355，SAO 210996、HR 7256，是一颗恒星，视星等为6.56，位于銀經1.28，銀緯-19.02，其B1900.0坐标为赤經19h 2m 55.1s，赤緯-36° -19.02′ 24″。